# Louis-Marie Lanté

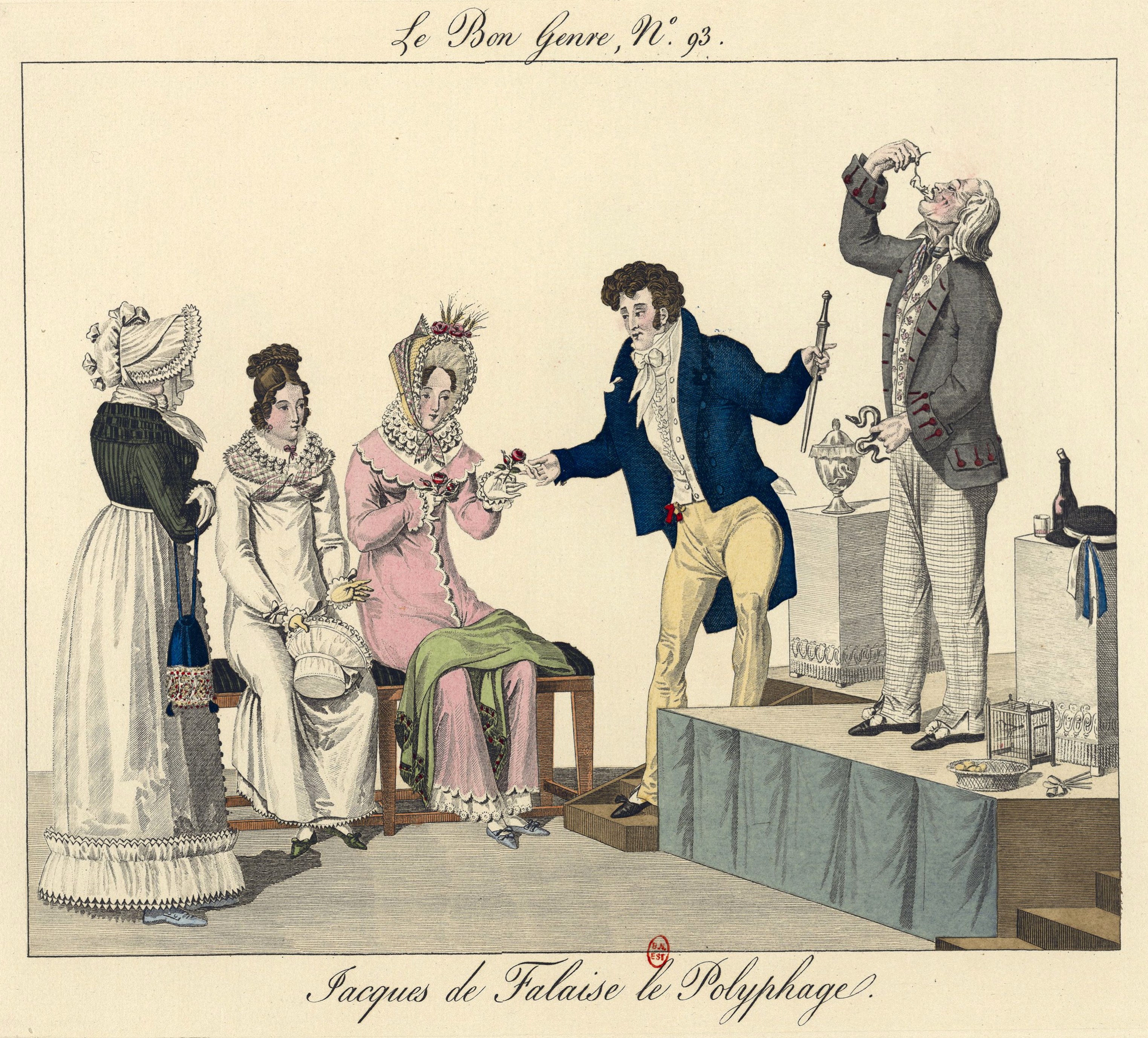
Jacques de Falaise le polyphage, estampe de la série Le Bon Genre, 1816.

Louis-Marie Lanté, né le 4 juillet 1789 à Paris et mort le 3 janvier 1871 à Fontainebleau, est un peintre, dessinateur et illustrateur français.

## Biographie
Élève de Vaudoyer, Louis-Marie Lanté est un peintre qui expose notamment aux Salons de 1824 à 1838. Il obtient une médaille d'argent à Lille en 1825. Il est surtout le dessinateur le plus prolifique du célèbre Journal des Dames et des Modes pour lequel il dessine des figures de mode à l'aquarelle que gravent les graveurs du périodique de mode dont Georges-Jacques Gatine.
Il participe également à la production des suites de planches de grand format que le Journal des Dames et des Modes édite également. Parmi celles-ci, figurent des suites gravées par Georges-Jacques Gatine sur les costumes régionaux, en particulier de la Normandie, ou de pays étrangers, sur les costumes historiques, notamment la « Galerie française de femmes célèbres par leurs talents ou leur beauté, ou portraits en pied, dessinés gravés et coloriés » ou encore sur les petits métiers ou la mode contemporaine.
Ils ont laissé ainsi un témoignage inestimable, élégant et raffiné, des tenues féminines des XVIIIe siècle et XIXe siècle.

## Œuvres
- Louis-Marie Lanté, Georges-Jacques Gatine, Costumes de femmes du pays de Caux et de plusieurs autres parties de l'ancienne province de Normandie, dessinés par Lanté, gravés par Gatine, notices de Pierre de La Mésangère, Paris, imp. le Goupy, 1827.
- Louis-Marie Lanté, Horace Vernet, Georges-Jacques Gatine, Incroyables et Merveilleuses, Paris, Le Journal des Dames et des Modes, 1810-1818.
- Louis-Marie Lanté, Georges-Jacques Gatine, Les Ouvrières de Paris, Paris, Le Journal des Dames et des Modes, 1816-1827. Cette suite est également connue sous le titre Costumes des Grisettes et Ouvrières de Paris ou Costumes des Marchandes et Ouvrières de Paris.
- Louis-Marie Lanté, Georges-Jacques Gatine, Pierre de La Mésangère, Galerie Française de Femmes célèbres par leurs talents, leur rang ou leur beauté, Paris, Chez l'éditeur (Journal des Dames et des Modes), 1827.
- Louis-Marie Lanté, Georges-Jacques Gatine, Pierre de La Mésangère, Galerie Française de Femmes célèbres par leurs talents, leur rang ou leur beauté, Paris, chez Durand Ainé, 1832.
- Louis-Marie Lanté, Georges-Jacques Gatine, Pierre de La Mésangère, Galerie Française de Femmes célèbres par leurs talents, leur rang ou leur beauté, Paris, Chez le roi, libraire, 1841.
- Louis-Marie Lanté, Georges-Jacques Gatine, Pierre de La Mésangère, Costumes des femmes françaises célèbres pour leur talent, leur rang ou leur beauté du XII au XVIIIème siècle, Paris, Tallandier, imprimé chez Wittman, 1900. Réédition d'après les cuivres originaux de la Galerie Française de Femmes célèbres par leurs talents, leur rang ou leur beauté.